# Chi Mạy
Chi Mạy (danh pháp khoa học: Carya, tiếng Hy Lạp cổ: κάρυον nghĩa là "quả hồ đào"). Chi thực vật thuộc họ Óc chó (Juglandaceae) này gồm từ 17-19 loài, phân bổ ở châu Á, Bắc Mỹ. Các loài mạy đều là những loài có hoa đơn tính và thụ phấn chéo nhờ gió. Ra hoa vào mùa xuân và cho quả vào mùa thu. Quả chủ yếu hình cầu hoặc bầu dục.
Chò đãi (Annamocarya sinensis), loài duy nhất của chi Annamocarya, đôi khi cũng được phân loại như là Carya sinensis trong chi này.

## Các loài và phân loại
Theo hệ thống phân loại thực vật APG mới nhất thì chi Mạy và các loài khác thuộc họ Óc chó (Juglandaceae) đều được di chuyển xếp vào bộ Cử (Fagales).
Châu Á
- Carya tổ Sinocarya – Mạy châu Á
  - Carya cathayensis Sarg., 1916 (đồng nghĩa: Carya dabieshanensis M.C.Liu & Z.J.Li, 1984) - Sơn hồ đào, mạy Tàu.
  - Carya hunanensis W.C.Cheng & R.H.Chang, 1979 – Mạy Hồ Nam.
  - Carya kweichowensis Kuang & A.M.Lu, 1979 – Mạy Quý Châu.
  - Carya poilanei Leroy, 1950 - Mạy Poilane, mạy châu Poilane.
  - Carya tonkinensis Lecomte, 1921 – Mạy châu, hồ đào Bắc bộ, hồ đào núi, hồ đào Việt Nam[5]

Bắc Mỹ
- Carya tổ Carya - Mạy điển hình.
  - Carya alba (L.) Nutt. ex Elliott, 1818 (đồng nghĩa: Carya tomentosa (Poir.) Nutt., 1818)
  - Carya floridana Sarg., 1913
  - Carya glabra (Mill.) Sweet, 1826 (đồng nghĩa: Carya ovalis (Wangenh.) Sarg., 1913)
    - Carya glabra var. megacarpa (Sarg.) Sarg., 1918
    - Carya glabra var. odorata (Marshall) Little, 1969

  - Carya laciniosa (Mill.) K.Koch
  - Carya myristiciformis (F.Michx.) Nutt., 1818
  - Carya ovata (Mill.) K.Koch
    - Carya ovata var. australis (Ashe) Little, 1969
    - Carya ovata var. mexicana (Engelm. ex Hemsl.) W.E.Manning, 1949

  - Carya pallida (Ashe) Engl. & Graebn., 1902
  - Carya texana Buckley, 1861
  - †Carya washingtonensis Manchester, 1987 đã tuyệt chủng.
- Carya tổ Apocarya
  - Carya aquatica (F.Michx.) Nutt., 1818 - Mạy nước.
  - Carya cordiformis (Wangenh.) K.Koch, 1869 - Mạy hạt đắng.
  - Carya illinoinensis (Wangenh.) K.Koch, 1869 - Mạy Illinois, pecan.
  - Carya palmeri W.E. Manning, 1949 – Mạy Mexico.

Lai ghép
- Carya × brownii Sarg., 1913
- Carya × collina Laughlin, 1968
- Carya × demareei E.J.Palmer, 1937
- Carya × dunbarii Sarg., 1918
- Carya × laneyi Sarg., 1913
- Carya × lecontei Little, 1943
- Carya × ludoviciana (Ashe) Little, 1943
- Carya × nussbaumeri Sarg., 1918
- Carya × schneckii Sarg., 1918

## Thư viện ảnh

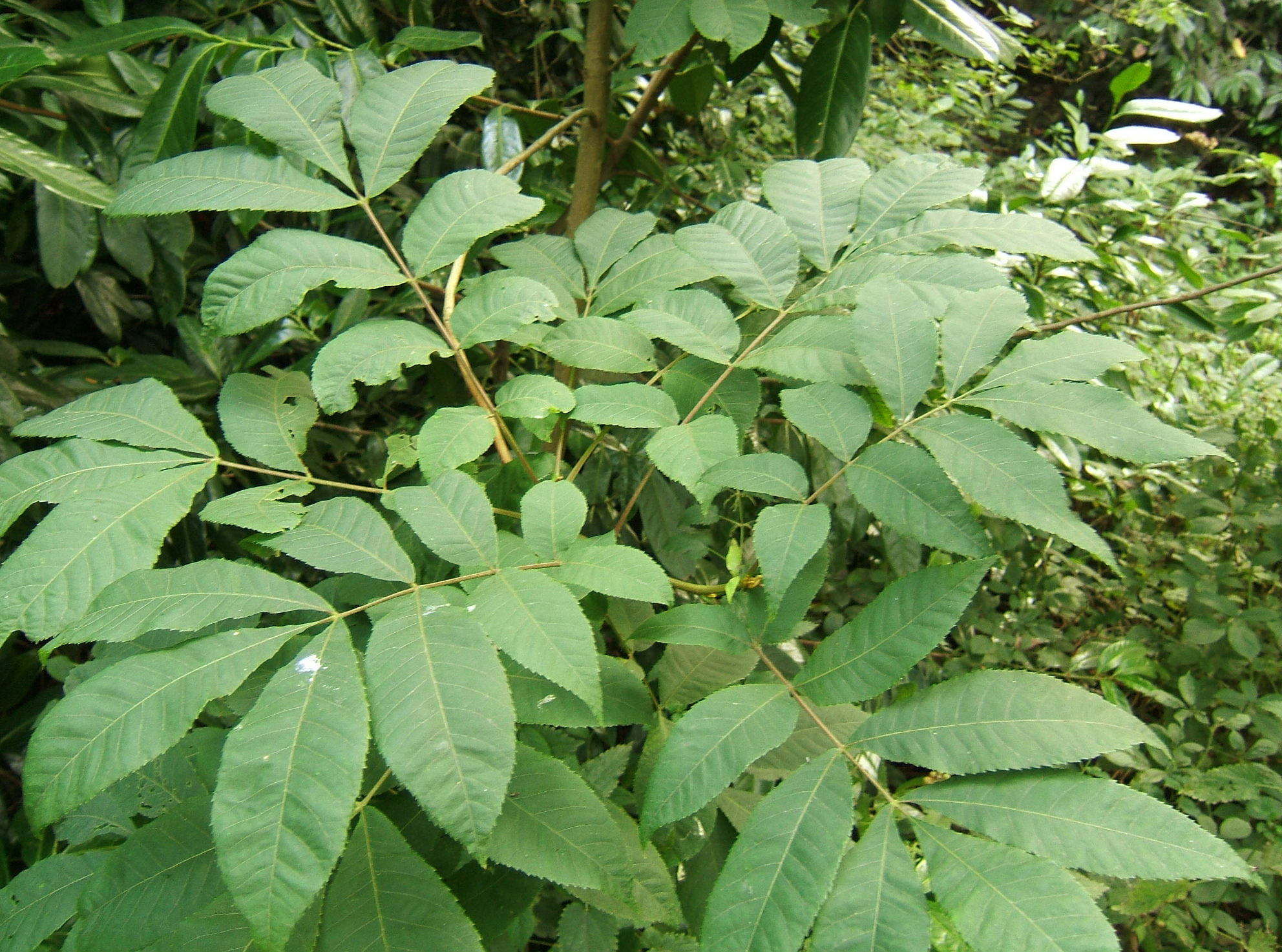
Lá loài Carya cordiformis.
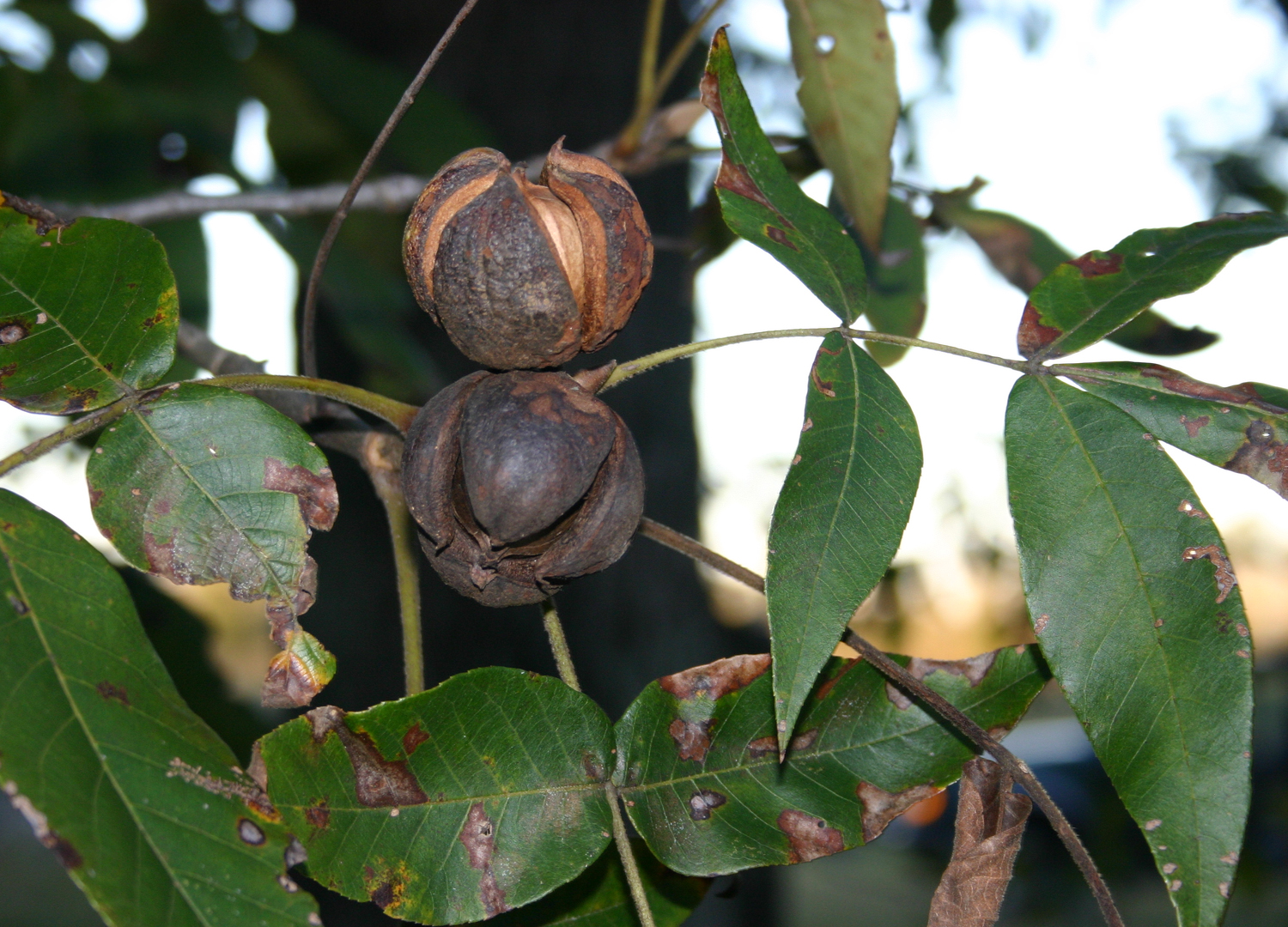
Hạt chín sắp rơi.